# ソフィー・ウィルソン
ソフィー・メアリー・ウィルソン（Sophie Mary Wilson CBE FRS FREng、1957年 - ）は、イギリスの計算機科学者であり、BBC microやARMアーキテクチャの設計に貢献した。
ウィルソンが最初にマイクロコンピュータを設計したのは、ケンブリッジ大学・セルウィン・カレッジに在学中だった。その後、エイコーン・コンピュータに入社し、BBC microやBBC BASICの設計に貢献し、その後も15年間その開発を指揮した。1983年には初期のRISCマイクロプロセッサであるARMの設計に着手し、2年後に生産を開始した。ARMは組み込みシステムにおいて一般的となり、現在ではスマートフォンで最も広く使われているプロセッサとなっている。
ウィルソンは現在、テクノロジーコングロマリットであるブロードコムで取締役を務めている。2011年には、『マキシマムPC』誌の"The 15 Most Important Women in Tech History"（技術における女性の歴史で最も重要な女性15人）と題した記事で第8位に挙げられている。2019年には大英帝国勲章コマンダーを受章した。

## 若年期と教育
ウィルソンはヨークシャー州リーズで生まれた。父親は英語の教師、母親は物理学の教師だった。
ケンブリッジ大学のセルウィン・カレッジで計算機科学と数学トライポスを学んだ。大学のイースター休暇中に、ウィルソンは、牛の飼料を電子的に制御するために使用されていた初期のMK14に触発されて、MOS 6502を搭載したマイクロコンピュータを設計した。

## キャリア

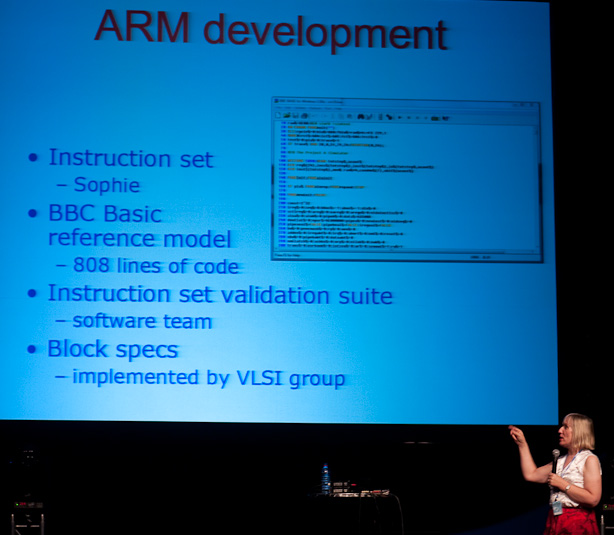
ARMの開発に関する公開プレゼンテーションを行うウィルソン（2009年）

スロットマシンでライターの火花を使ったイカサマを防ぐ装置を設計した後、1978年にエイコーン・コンピュータに入社した。ウィルソンのコンピュータ設計は、クリス・カリーとハーマン・ハウザーが、同社の最初の製品であるAcorn System 1を構築するために使用された。
1981年7月、ウィルソンは、Acorn AtomのBASICをAcorn Proton用に拡張した。このProtonにより、エイコーンは英国放送協会(BBC)の野心的なコンピュータ教育プロジェクトの契約を勝ち取ることができた。ハウザーは、ウィルソンと同僚のスティーブ・ファーバーの両方に、「もう一方が1週間以内に試作品を作ることに合意した」と伝えるというメンタルゲームを実施した。
この挑戦に同意したウィルソンは、月曜日から水曜日にかけて、回路基板と部品を含むシステムを設計した。そのためには、日立から直接調達する高速な新しいDRAMが必要だった。木曜日の夕方までには試作品が完成していたが、ソフトウェアにバグがあり、金曜日まで徹夜でデバッグを続けなければならなかった。ウィルソンは、小型テレビでチャールズ3世（当時皇太子）とダイアナ・スペンサーの結婚式を見ながら、試作品のデバッグとはんだ付けをしていた。このProtonで、エイコーンはBBCとの契約を獲得した。BBCのテレビ放送でProtonが初登場したとき、ウィルソンはファーバーとともに、ソフトウェアの修正が必要な場合に備えてスタジオの裏で待機していた。ウィルソンは後に、このイベントを「大衆が、これがどのように動作するかを知りたいと思ったときに、プログラムする方法を見せて教えることができた、ユニークな瞬間だった」と述べている。ProtonはBBC Microとなり、そのBASICはBBC BASICへと発展し、その後15年間ウィルソンが開発を指揮した。プログラミングだけでなく、ウィルソンはマニュアルや技術仕様書も書いた。ウィルソンは、コミュニケーションが成功を収めるための重要な要素であることを認識していた。
1983年10月、ウィルソンは、最初のRISCプロセッサの1つであるAcorn RISC Machine(ARM)の命令セットの設計を開始した。ARM1は1985年4月26日に初出荷された。このプロセッサタイプは、後に最も成功したIPコアとなり、2012年現在では95%のスマートフォンで使用されている。
ウィルソンは、エイコーンのコンピュータ用のビデオアーキテクチャであるAcorn Replayを設計した。これには、ビデオアクセスのためのオペレーティングシステム拡張と、ARM 2以降のARM CPU上で高フレームレートのビデオを実行するように最適化されたコーデックが含まれている。
1990年、エイコーンから分離独立したARM社のコンサルタントを務めた。
エイコーン・コンピュータの解体以降、ウィルソンはそこで行われた仕事についての講演を行っている。
現在はブロードコムのケンブリッジにあるイギリスオフィスで、IC設計のディレクターを務めている。ウィルソンは、ブロードコムのFirepathプロセッサのチーフアーキテクトを務めていた。Firepathはエイコーン・コンピュータで開発されたものであるが、2000年にブロードコムに買収された。
ウィルソンは、『マキシマムPC』誌の2011年の"The 15 Most Important Women in Tech History"（技術における女性の歴史で最も重要な女性15人）と題した記事で第8位にランクインしている。2012年には、コンピュータ歴史博物館からフェロー賞を授与された。受賞理由は「スティーブ・ファーバーと共に、BBC microとARMプロセッサアーキテクチャの研究を行ったこと」であった。2013年、ウィルソンは王立協会フェローに選出された。2014年、ARMプロセッサの重要な発明が評価されてLovie Lifetime Achievement Awardを受賞した。2016年には、母校であるセルウィン・カレッジの名誉フェローになった。
2019年には大英帝国勲章コマンダーを受章した。2022年チャールズ・スターク・ドレイパー賞を受賞した。

## 私生活
ウィルソンは1994年に男性から女性への性別変更を受けた。写真を趣味とし、また、地元の演劇グループに所属し、衣装やセットを担当し、多くの作品に出演している。
2009年のBBCのテレビドラマ『マイクロメン』は、BBC Micro と ZX Spectrum の開発を扱ったストーリーである。若き日のウィルソン（当時はロジャー・ウィルソン）をステファン・バトラーが演じており、ウィルソン自身もパブの女将としてカメオ出演している。

### 情報源
- Hohl, William; Hinds, Christopher (2014). ARM Assembly Language: Fundamentals and Techniques, Second Edition. CRC Press. ISBN 978-1-482-22985-1
- Gelenbe, Erol (2009). Fundamental Concepts in Computer Science. Imperial College Press. ISBN 978-1-848-16291-4